# 英国经济
英国经济为高度发达的盎格魯-撒克遜經濟体系。2022年，按名义国内生产总值计算，英国是世界第六大经济体。
英国是世界上首个进入工业化的国家，尽管20世纪以来英国经济实力相对有所下降，但作为老牌资本主义强国，在世界经济中仍占有举足轻重的地位。服务业在英国经济中主导地位，占国民生产总值80%以上，其中金融业尤为发达，伦敦是著名的国际金融中心。另外，英国在汽车制造、航空航天、电子通信等行业都具有全球领先地位，也是全球重要科研基地之一。

## 產業

### 农业
农业对英国国民生产总值的贡献已下降到不足1%。英国的农业符合高效集约化、机械化的欧洲农业标准，只用1%的劳动力就能生产全国所需的60%的农产品，农业劳动生产率、单位面积产量都达到较高水平。农业结构以畜牧业为主，其产值约占农业总产值的三分之二，牧场面积接近全国总面积的一半。种植业中，主要农作物有大麦、小麦、马铃薯、油菜及甜菜，其余为园艺业，包括蔬菜、水果和花卉等。

### 制造业
英国是全球现代工业革命的摇篮，曾是世界上工业化程度最高的国家。20世纪80年代以来，英国推行“去工业化”战略，将棉纺、煤炭、钢铁和造船等传统产业转移到生产成本相对低廉的国家，英国的制造业在国民经济中的比重不断下降。
食品和饮料业是英国最大的生产行业，占英国制造业总量近两成。
航空航天业是英国制造业中全球表现最好的分支产业，航空航天业的收入占全球航空航天市场收入的17%，仅次于美国。英国的航空工业门类齐全，涉及飞机机体、航空发动机、制导武器及机载系统和设备等设计和制造，劳斯莱斯公司是世界首屈一指的引擎制造商。BAE、空中客车英国公司、庞巴迪英国公司等巨型企业形成了英国强大的航空工业产业集群。
英国在世界汽车研发制造领域处于领先地位，超过30家汽车生产商在英制造70多种型号的汽车，此外还有包括17个世界顶级品牌在内的2350家汽车零配件供应商。几乎所有世界知名汽车企业均在英国投资设厂。其中，英格兰、威尔士是英国汽车生产业最先进的地区，也是最大零配件供应地区。
英国是是世界生物制药的主要中心，拥有世界顶级的高生物科技研发集群，在复合蛋白质和DNA技术疗法领域领先。世界众多顶级的制药集团均在英国设立了研发中心和生产基地。葛兰素史克和阿斯利康为全球第五和第六大制药公司。
英国是世界主要化工生产国。帝国化学工业集团是英国最大的化工企业，庄信万丰是全球最大的铂族金属生产商，在黄金和白银提纯领域和用于控制车辆废气排放的催化剂方面处于世界领先水平。
英国是欧洲最大的电子工程及信息通讯产业基地，芯片设计举世瞩目，囊括了欧洲40%的芯片设计和全球10%的芯片生产，超过100万人在计算机相关行业就业，ARM公司是世界著名的半导体芯片设计企业，CSR为全球超过50％的蓝牙芯片提供设计。英国是第一个通过人造卫星、电缆和地面广播提供数字电视服务的国家，是世界上领先的网络关口，还是欧洲最大的手机通信市场。

### 服务业
服务业是英国经济最主要的部分。
金融业是英国经济的重要支柱产业，包括银行业、保险业、投资管理、股票市场、外汇市场、期货市场等。英国是全球最大的保险、外汇及金融衍生品交易市场之一。伦敦证券交易所是全球国际化水平最高的证券交易所。伦敦也是全球黄金交易的结算中心和国际债券市场中心。此外，爱丁堡、曼彻斯特、卡迪夫、利物浦、利兹和格拉斯哥同样拥有发达的金融产业。
英国的文化创意产业领先世界，是世界第二大电视节目出口地。

## 货币
英国的法定货币是英镑，符号为“￡”，英镑是可自由兑换货币，也是重要的国际储备货币。英国的中央银行是英格兰银行。

### 汇率
（每年的整年平均），每GBP兑换的USD（美元）和EUR（欧元）；相反：每USD和EUR兑换的GBP。（1999年以前为合成欧元XEU）。注意：这些平均数隐藏了大幅的年内波动。变动系数给出了此波动的迹象。这同时也表示出英镑与欧元或美元联系的紧密度。请注意通过比较1992年与1993年的平均数来观察1992年下半年的黑色星期三所带来的影响。
| 年份 | £/USD   | USD/£  | 变动系数 |  | £/XEU   | XEU/£ | 变动系数 |
| 1990 | £0.5633 | $1.775 |          |  | £0.7161 | 1.397 |          |
| 1991 | £0.5675 | $1.762 |          |  | £0.7022 | 1.424 |          |
| 1992 | £0.5699 | $1.755 |          |  | £0.7365 | 1.358 |          |
| 1993 | £0.6663 | $1.501 |          |  | £0.7795 | 1.283 |          |
| 1994 | £0.6536 | $1.530 |          |  | £0.7742 | 1.292 |          |
| 1995 | £0.6338 | $1.578 |          |  | £0.8200 | 1.220 |          |
| 1996 | £0.6411 | $1.560 |          |  | £0.8029 | 1.245 |          |
| 1997 | £0.6106 | $1.638 |          |  | £0.6909 | 1.447 |          |
| 1998 | £0.6037 | $1.656 |          |  | £0.6779 | 1.475 |          |

| 年份 | £/USD   | USD/£  | 变动系数 |  | £/EUR   | EUR/£  | 变动系数 |
| 1999 | £0.6185 | $1.617 |          |  | £0.6595 | €1.516 |          |
| 2000 | £0.6609 | $1.513 |          |  | £0.6099 | €1.640 |          |
| 2001 | £0.6943 | $1.440 |          |  | £0.6223 | €1.607 |          |
| 2002 | £0.6664 | $1.501 |          |  | £0.6289 | €1.590 |          |
| 2003 | £0.6123 | $1.633 |          |  | £0.6924 | €1.444 |          |
| 2004 | £0.5461 | $1.832 | 2.26%    |  | £0.6787 | €1.474 | 1.92%    |
| 2005 | £0.5500 | $1.820 | 3.47%    |  | £0.6842 | €1.462 | 1.27%    |
| 2006 | £0.5435 | $1.842 | 3.79%    |  | £0.6821 | €1.466 | 1.11%    |
| 2007 | £0.4999 | $2.001 | 1.97%    |  | £0.6848 | €1.461 | 2.40%    |

来源: OANDA.COM （页面存档备份，存于）
为一致性和比较用途，变动系数是通过两种“每英镑”比率来计算的，尽管传统上将外汇汇率显示为每英镑兑换美元和每欧元兑换英镑。

## 地区差异
英国经济实力随地区不同而存在差异。伦敦是国内生产总值和人均国内生产总值最高的地区。下表列出了12个地区统计单位目录中的人均国内生产总值（2004年）：两个地区的数据由欧洲统计署提供。（这些数据不包括北海石油生产，此项被划为一个单独“地区”）。
| 排名 | 地区                 | 人均国内生产总值 单位：欧元 |
| ---- | -------------------- | --------------------------- |
| 1    | 伦敦, 英格兰         | 44 401                      |
| 2    | 英格兰东南部         | 31 300                      |
| 3    | 英格兰东部           | 27 778                      |
| 4    | 苏格兰               | 27 669                      |
| 5    | 英格兰西南部         | 27 348                      |
| 6    | 东米德兰, 英格兰     | 26 863                      |
| 7    | 西米德兰, 英格兰     | 25 931                      |
| 8    | 英格兰西北部         | 25 396                      |
| 9    | 约克郡与亨伯, 英格兰 | 25 300                      |
| 10   | 北爱尔兰             | 23 319                      |
| 11   | 英格兰东北部         | 22 886                      |
| 12   | 威尔士               | 22 567                      |

欧盟中最富有的10个地区中的两个位于英国。内伦敦排名第一，人均国内生产总值为65138欧元，波克郡、白金汉郡以及牛津郡排名第七，人均国内生产总值为37379欧元。

## 稅收和借貸

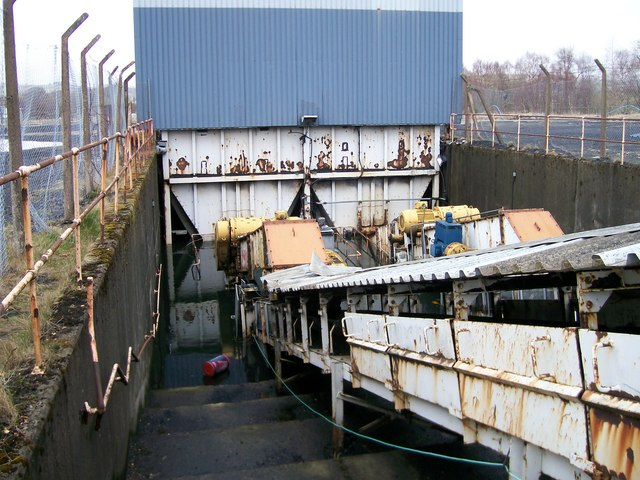
英國煤礦

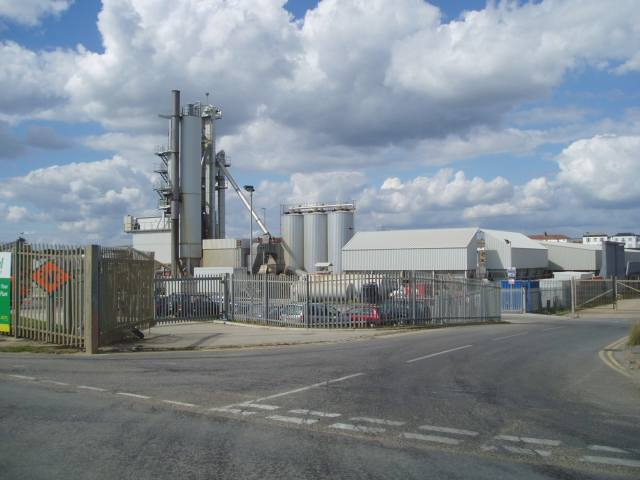
西薩塞克斯郡的瀝青廠

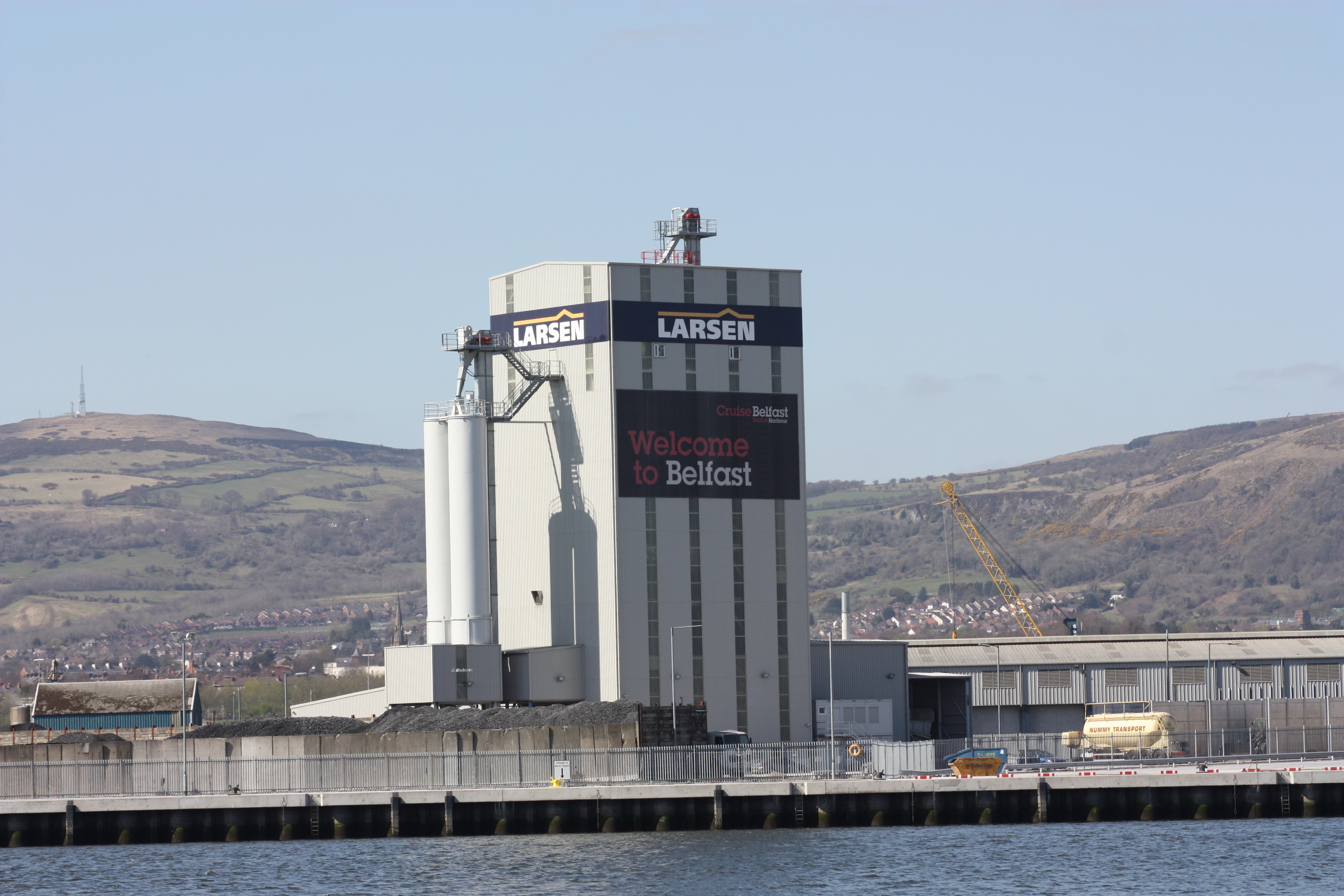
Larsen公司的重工廠

英国的税收涉及到向至少两个不同等级的政府缴纳的款项“地方政府和中央政府（皇家收入与关税总署）。地方政府由中央政府资金、商业利率、家庭税以及逐渐增多的诸如 街道停车费等费用共给经费。中央政府的收入主要来自所得税、国民保险收入、增值税、企业所得税和燃油税。
以下数据列出了税负（个人及企业）和国债占国内生产总值的比例。样本以10年为间隔（截取，但移动平均数十分接近）。
| 年份    | 税负 | 国债 |
| ------- | ---- | ---- |
| 1975/6  | 54%  | 43%  |
| 1985/6  | 44%  | 43%  |
| 1995/6  | 43%  | 38%  |
| 2005/6* | 46%  | 40%  |

（来源：财政部公共财政数据库）
（* — 计划）
财政部2006年三月的数据显示，2005年英国国内生产总值按市价为12110亿英镑（24310亿美元）。
| 年份 | GDP 购买力平价 单位：十亿美元 | 1.9% (2005年) GDP 增长率 |
| ---- | ----------------------------- | ------------------------ |
| 2002 | 1575.906                      | 2.0                      |
| 2003 | 1640.829                      | 2.5                      |
| 2004 | 1736.377                      | 3.2                      |
| 2005 | 1825.837                      | 1.9                      |
| 2006 | 1910.818                      | 2.2                      |

| 收入分布 最低的10% 最高的10%                     | (1999) 2.1% 28.5%                                              |
| 消费者通货膨胀                                   | 零售物价指数: 3% (2004)，消费者物价指数: 1.6% (2004)           |
| 劳动力构成 服务业 政府 制造业/建筑业 能源业 农业 | (2004) 46% 28% 24% 1%                                          |
| 工业增长率                                       | -0.3% (1999)                                                   |
| 电力生产                                         | 382.7 TWh (2004)                                               |
| 出口                                             | 0.77%                                                          |
| 电力生产构成 石油 水电 核电 可再生 进口          | (2004) 74.13% 1.1% 19.26% 3.55% 1.96%                          |
| 电力消费                                         | 337.4 TWh (2003)                                               |
| 电力出口                                         | 2.959 TWh (2003)                                               |
| 电力进口                                         | 5.119 TWh (2003)                                               |
| 农业产品                                         | 谷物、含油种子、土豆、蔬菜；牛、羊、家禽；鱼                   |
| 出口日用品                                       | 制成品、燃料、化学制品；食品、饮料（特别是苏格兰威士忌）、烟草 |
| 进口日用品                                       | 制成品、机械、燃料；粮食                                       |

## 其他統計
印度裔居民的人均总收入为30211英镑/年，高于任何其他的英国族裔。印度裔居民的高收入原因为20个印度裔居民中就有一个是博士，而在本地基督徒中这个比例为200比1。

| 排名 | 不同族裔 人均总收入 |         |
| ---- | ------------------- | ------- |
| 1    | 印度裔              | £30,211 |
| 2    | 华裔                | £25,964 |
| 3    | 白人                | £24,756 |
| 4    | 全国平均            | £24,568 |
| 5    | 任何其他族裔        | £23,350 |
| 6    | 非洲裔              | £23,109 |
| 7    | 加勒比裔            | £22,902 |
| 8    | 孟加拉裔            | £18,407 |
| 9    | 巴基斯坦裔          | £18,209 |

## 外部連結
- 美國中情局世界概覽 （页面存档备份，存于）
- OECD's United Kingdom country Web site （页面存档备份，存于） and OECD Economic Survey of the United Kingdom （页面存档备份，存于）
- Is the US a Good Model for Reducing Social Exclusion in Europe? August 2006
- UK Bank Rate since 1970 （页面存档备份，存于）